# Le Joola
Le Joola var en senegalesisk statligt ägd färja som kapsejsade utanför Gambia natten till den 27 september 2002. Fartygskatastrofen krävde minst 1 863 människoliv.

## Historik
Le Joola byggdes i Tyskland och sjösattes 1990 under namnet Sangomar, men döptes om till Le Joola före ankomsten till Senegal. Senare under året levererades skeppet till Ministère d’Equipement i Senegals huvudstad Dakar. Fartyget kom att trafikera rutten Dakar–Casamanc under 12 år och med staden Ziguinchor som hemmahamn.
Fartyget var 80 meter långt, 12,5 meter brett, och hade en maxfart på 14 knop. Det hade en officiell passagerarkapacitet på 536 personer och 36 bilar.

## Förlisningen

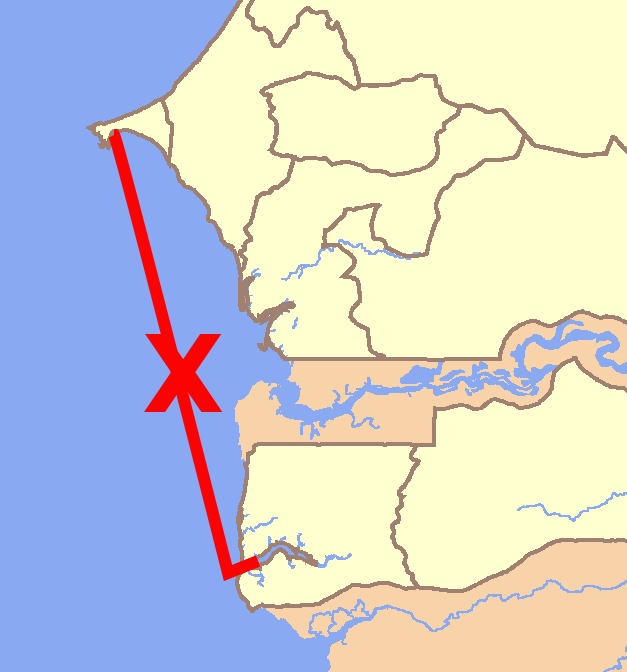
Bilden visar Le Joola's rutt och var den kapsejsade.

Le Joola förliste natten till den 27 september 2002. Ombord fanns 1927 personer, varav 1034 passagerare med biljett. Minst 1 863 människor dog, men då många ombordvarande saknade biljett kan det exakta antalet inte fastställas. Bland de döda fanns 1 201 män (61,5 %) och 682 kvinnor (34,9 %). Omkring 70 av offren kunde inte könsbestämmas. De döda inkluderade passagerare från minst 11 länder, däribland Belgien, Frankrike, Ghana, Guinea, Kamerun, Libanon, Nederländerna, Nigeria, Norge, Schweiz och Spanien.
Av de omkomna återhämtades 551 döda kroppar, varav 300 återfanns inne i vraket. Endast 93 av kropparna kunde identifieras, för att sedan begravas av sina anhöriga.
Flera européer fanns ombord, Uppgifterna om antalet räddade varierade mellan 60 och 80 passagerare; ett stort antal båtar från Senegal och Gambia deltog i sökandet efter överlevande. Bedömare pekade på att Le Joola hade satts i trafik för tidigt och inte var sjövärdig.
Katastrofen inträffade utanför Gambias kust då färjan slog runt. En överlevande berättade att det var ytterst få som hann få på livvästar och än mindre sjösätta de få räddningsflottarna. Landets premiärminister Mame madior boye utlyste 3 dagars landssorg.